# Model Ebersa Molla
Model Ebersa-Molla – model idealnego tranzystora bipolarnego w stanie aktywnym oraz aktywnym inwersyjnym, przy sterowaniu źródłem prądowym. Najprostszy model oparty na równaniach Ebersa-Molla zbudowany jest ze źródeł prądowych i diod idealnych.